# 伊萨克·特拉萨斯
伊萨克·特拉萨斯（西班牙語：Isaac Terrazas，1973年1月23日—），墨西哥男子足球运动员，司职后卫。他曾代表墨西哥国家队参加1998年国际足联世界杯，结果队伍止步十六强赛。